# 横浜さくらボクシングジム
横浜さくらボクシングジム（よこはまさくらボクシングジム）は、神奈川県横浜市鶴見区鶴見中央にあるボクシングジムである。

## 概要
1992年に、元中京大学のアマチュア選手で京浜川崎ジムのトレーナーだった平野敏夫が、独立して設立。プロ以外にもアマチュアやシニア、女子の育成も行っており、また、全国ちびっ子ボクシング大会を主催する特定非営利活動法人日本キッズボクシング協会の設立にも関わった。

## 主な選手

### 現役有名選手
- 大保龍斗（'13年フライ級全日本新人王、元日本フライ級ランカー、初代日本ユースライトフライ級王者）

### 過去の有名選手
- 浅見眞弘（'00年スーパーフェザー級東日本新人王）
- 小嶋武幸（'00年フライ級全日本新人王、元日本・東洋太平洋ランカー）
- 清水喬之（'02年フェザー級東日本新人王）
- 仲田典由（'02年ライト級A級トーナメント優勝）
- 名嘉原誠（元日本ウェルター級チャンピオン）
- 久田恭久（元日本・東洋太平洋ランカー）
- 牧山勝海（'02年Lフライ級東日本新人王、元日本Lフライ級ランカー）
- ラクバ拳士（モンゴル出身、元WBA世界スーパーフェザー級王者）
- 木村隼人（元WBOインターコンチネンタルスーパーフライ級チャンピオン）[1]
- 箕輪綾子（アマチュア時代）